# Przesunięcie Stokesa

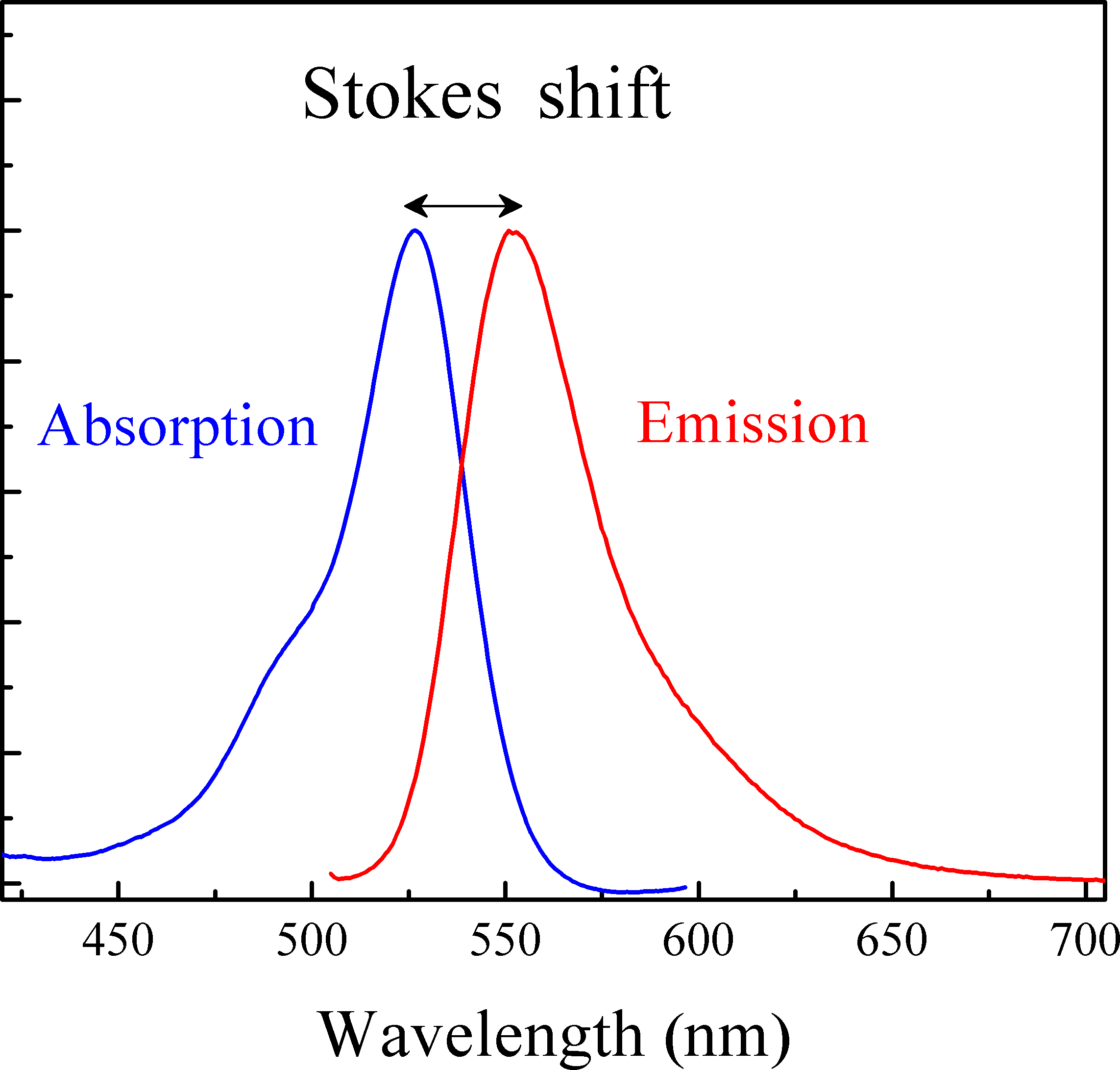
Spektrum emisji i absorpcji w rodaminie 6G

Przesunięcie Stokesa (Stokes shift) – przesunięcie maksimum pasma absorpcji względem pasma emisji dla tego samego stanu wzbudzonego. Przesunięcie to może być wyrażone w długościach fali, nm, liczbach falowych (cm-1) lub hercach (jako różnica częstotliwości).
Nazwa pochodzi od nazwiska irlandzkiego matematyka i fizyka George'a Stokesa.